# Bernard Spindel
Bernard Spindel (né le 9 novembre 1923 et mort le 4 février 1971) est un spécialiste américain en écoute téléphonique. Il a servi sous les ordres de Jimmy Hoffa, ancien patron des Teamsters, ainsi que contre les Kennedy,,,.

## Biographie
À l'âge de douze ans, il pose son premier système d'écoute électronique sur un téléphone public.
Pendant la Seconde Guerre mondiale, il est membre du Signal Corps américain. Il devient particulièrement habile à crocheter les serrures, ainsi qu'à poser et à détecter du matériel d'écoute téléphonique.
Après la guerre, il travaille pour le compte de Trujillo en République dominicaine, tout comme contre lui. Ensuite, il travaille à New York pour le compte de détectives privés.
En 1953, Jimmy Hoffa vient à connaître son existence, et recourt à ses services pour diminuer les risques d'écoute faites par le gouvernement américain. Il réussit bien son travail, et Hoffa lui en est reconnaissant. Lors d'un procès médiatisé, Spindel refuse de dire quoi que ce soit contre Hoffa. Ce sera le début d'une carrière florissante qui lui vaudra plusieurs amitiés, mais aussi l'inimitié des forces policières américaines.
Malgré la loyauté dont il est l'objet, Spindel maintient un entrepôt de documents compromettants envers ses clients. Pour éviter toute saisie par le gouvernement américain, il n'est officiellement propriétaire que d'une montre offerte par Hoffa. Sa maison, son laboratoire et tout autre bien appartiennent légalement à sa femme. Doté d'un sens aigu du danger, il fait ses appels importants à partir de téléphones publics, il passe régulièrement sa maison au détecteur électronique, et emprunte différentes routes pour se rendre sur les lieux de travail.
Il n'a été condamné que deux fois, bien qu'il ait été poursuivi plus de 200 fois.
Ayant rencontré John F. Kennedy à l'époque du procès contre Hoffa, Spindel refuse de travailler pour lui dans le but de condamner Hoffa. Cependant, son frère, Robert Kennedy, agit de telle façon qu'il se fait un ennemi de Spindel, lequel ne peut résister à la proposition de mettre sur écoute électronique Marilyn Monroe dans le but de faire chanter Robert Kennedy. Ce sera le début de la fin pour Spindel, car les Kennedy disposent d'importants moyens, surtout les forces policières américaines.